# Hubert Lampo
Hubert Lampo, né le 1er septembre 1920 à Anvers et mort le 12 juillet 2006  à Essen de la maladie d'Alzheimer, est un écrivain belge néerlandophone.

## Biographie
Rattaché au courant du réalisme magique, dont il est un des principaux représentants en Belgique, Hubert Lampo a joué un rôle très actif sur la scène littéraire flamande.
Principalement connu pour son roman La venue de Joachim Stiller, il est l'auteur d'une œuvre considérable : 23 romans, 15 essais, des nouvelles, des traductions d’ouvrages en français et en allemand. Journaliste, critique littéraire et essayiste, il rédige d’innombrables articles consacrés à l’art et à la littérature.
Récompensé par de nombreuses distinctions[Lesquelles ?].
Plusieurs de ses ouvrages ont été traduits en français par Xavier Hanotte.

## Quelques repères chronologiques bio-bibliographiques
- 1920 - Naissance
- 1943 - Échappe au travail obligatoire en faisant croire au médecin allemand qui l’examine qu’il est atteint de la tuberculose (épisode repris dans le roman De eerste sneeuw van het jaar)
- 1944 - Hélène Defraye
- 1953 - Terugkeer naar Atlantis, traduit sous le titre Retour en Atlantide
- 1955 - De duivel en de maagd, traduit sous le titre Le Diable et la Pucelle
- 1960 - De komst van Joachim Stiller, traduit sous le titre La venue de Joachim Stiller
- 1972 - De zwanen van Stonehenge, important florilège consacré au réalisme magique et à la littérature fantastique ; traduit en français sous le titre Les cygnes de Stonehenge
- 1973 - Président de la Société des hommes de lettres flamands
- 1976 - De prins van Magonia
- 1977 - De madonna van Nedermunster, recueil de nouvelles traduit sous le titre La Madone de Nedermunster
- 1985 - De eerste sneeuw van het jaar
- 1989 - Docteur honoraire à l'Université Stendhal de Grenoble
- 1990 - De verdwaalde carnavalsvierder
- 2003 - Création de la société littéraire Hubert Lampo